# Баумен (Північна Дакота)
Баумен (англ. Bowman) — місто (англ. city) в США, в окрузі Баумен штату Північна Дакота. Населення — 1470 осіб (2020).

## Географія
Баумен розташований за координатами 46°11′1″ пн. ш. 103°24′3″ зх. д. / 46.18361° пн. ш. 103.40083° зх. д. (46.183532, -103.400817).  За даними Бюро перепису населення США в 2010 році місто мало площу 3,96 км², уся площа — суходіл.

### Клімат
| Клімат : Баумен       | Клімат : Баумен | Клімат : Баумен | Клімат : Баумен | Клімат : Баумен | Клімат : Баумен | Клімат : Баумен | Клімат : Баумен | Клімат : Баумен | Клімат : Баумен | Клімат : Баумен | Клімат : Баумен | Клімат : Баумен | Клімат : Баумен |
| Показник              | Січ.            | Лют.            | Бер.            | Квіт.           | Трав.           | Черв.           | Лип.            | Серп.           | Вер.            | Жовт.           | Лист.           | Груд.           | Рік             |
| Середній максимум, °C | −2,2            | 0,1             | 5,4             | 12,8            | 18,7            | 23,9            | 28,8            | 28,7            | 22,2            | 13,5            | 5,1             | −1,3            | 13,0            |
| Середній мінімум, °C  | −13,9           | −12             | −7,2            | −1,3            | 4,8             | 10,1            | 13,4            | 12,4            | 6,1             | −0,8            | −7,3            | −13,2           | −0,7            |
| Норма опадів, мм      | 13              | 12              | 22              | 31              | 63              | 78              | 54              | 28              | 31              | 35              | 15              | 12              | 394             |
| --------------------- | --------------- | --------------- | --------------- | --------------- | --------------- | --------------- | --------------- | --------------- | --------------- | --------------- | --------------- | --------------- | --------------- |
| Джерело: NOAA         |                 |                 |                 |                 |                 |                 |                 |                 |                 |                 |                 |                 |                 |

## Демографія
Згідно з переписом 2010 року, у місті мешкало 1650 осіб у 760 домогосподарствах у складі 422 родин. Густота населення становила 416 осіб/км².  Було 867 помешкань (219/км²).
Расовий склад населення:
| - 97,7 % — білих - 0,2 % — корінних американців - 0,1 % — азіатів - 1,5 % — осіб інших рас |

До двох чи більше рас належало 0,5 %. Частка іспаномовних становила 3,9 % від усіх жителів.
За віковим діапазоном населення розподілялося таким чином: 19,1 % — особи молодші 18 років, 54,2 % — особи у віці 18—64 років, 26,7 % — особи у віці 65 років та старші. Медіана віку мешканця становила 48,4 року. На 100 осіб жіночої статі у місті припадало 94,1 чоловіків;  на 100 жінок у віці від 18 років та старших — 94,9 чоловіків також старших 18 років.
Середній дохід на одне домашнє господарство  становив 73 595 доларів США (медіана — 53 646), а середній дохід на одну сім'ю — 97 910 доларів (медіана — 79 643). Медіана доходів становила 53 125 доларів для чоловіків та 36 842 долари для жінок. За межею бідності перебувало 10,5 % осіб, у тому числі 7,7 % дітей у віці до 18 років та 22,6 % осіб у віці 65 років та старших.
Цивільне працевлаштоване населення становило 862 особи. Основні галузі зайнятості: освіта, охорона здоров'я та соціальна допомога — 22,2 %, сільське господарство, лісництво, риболовля — 18,0 %, роздрібна торгівля — 15,5 %.